# 古城武司
古城 武司（こしろ たけし、1938年〈昭和13年〉12月10日 - 2006年〈平成18年〉2月8日）は、日本の元漫画家。広島県呉市（旧・豊田郡）安浦町三津口出身。

## 略歴
1958年に上京。同年、講談社の雑誌『なかよし』夏の増刊号掲載『二つのうそ』でデビュー。1959年、同誌に『ぶどう園の歌』を発表。1960年、『なかよし』で『花の子マリ』連載。吉田竜夫のアシスタントも務めていた。
1966年に妹が結婚して、漫画家の望月三起也と姻戚になる。
1970年代には『超人バロム・1』、『流星人間ゾーン』、『勇者ライディーン』、『伝説巨神イデオン』などのコミカライズで活躍。集英社の伝記物の学習漫画も手掛けた。代表作は1973年から連載した『おれとカネやん』。
舌癌を病み鎖骨まで転移したが、絵が描けなくなるという理由で手術を拒み、2006年2月8日午前0時に死去。67歳没。

## 人物
原稿はほとんど残さずに捨ててしまっているという。

## 作品リスト
- 二つのうそ（なかよし 1958年夏の増刊号）※デビュー作[2]
- ぶどう園の歌（なかよし 1959年夏休み臨時増刊号）[3]
- やくそくのてぶくろ（なかよし 1960年正月増刊号）[11]
- 花の子マリ（なかよし 1960年7月号ほか）[12][13]
- 小公女（原作：フランシス・ホジソン・バーネット、なかよし お正月増刊号付録 1961年）[14][15]
- ふたつぼし（原作：神之峰城、たのしい三年生1961年頃）[16]
- OK！ユミちゃん（なかよし 1961年）[17]
- 偉大なる王（原作：梶原一騎、週刊少年マガジン 1962年）
- 忍者柴田（原作：高森朝雄、週刊少年マガジン 1963年9月15日号〈38号〉 - 10月6日号〈41号〉）
- 忍法十番勝負（漫画家10人による共作、冒険王 1964年）
- 雪のくる日に（なかよし 1964年12月号付録）[18][19]
- ウルトラQ（少年ブック 1966年3月号付録 - 6月号付録）
- 吹けよ！カミカゼ（原作：梶原一騎、ぼくら　1966年）
- ターザン（原作：エドガー・ライス・バローズ、ぼくら 1967年7月号[20] - 11月号[21]、12月号付録[22]）
- オリバー！（原作：チャールズ・ディケンズ、なかよし 1968年6月号付録）[23]
- 子熊ゴン（ぼくら 1968年 - 1969年）
- 弁慶選手（原作：今日泊亜蘭、少年画報 1969年）
- 超人打者（原作：高原弘吉、ぼくら 1969年）[24]
- 雪原をけって走れ（小学六年生 1969年12月号）[25]
- レッドイーグル（小学三年生 1970年5月 - 1971年3月）
- 白地に黒く死の丸染めて（原作：小池一夫、少年キング 1970年8月2日号 - 8月25日号）
- 地球攻撃命令 ゴジラ対ガイガン（別冊少年チャンピオン 1972年4月15日号）
- 超人バロム・1（原作：さいとうたかを、冒険王 1972年5月号 - 1973年1月号）
- 流星人間ゾーン（冒険王 1973年4月号 - 10月号）
- 白獅子仮面（テレビマガジン 1973年4月号 - 6月号）
- おれとカネやん（原作：梶原一騎、少年キング 1973年5月28日号〈23号〉 - 1975年12月22日号〈52号〉）
- おいらはサル太郎（テレビマガジン 1974年1月号 - 7月号）[26][27]
- 闘え!ドラゴン（小学生ブック 1974年8月号 - 9月号）
- メカゴジラの逆襲（別冊少年チャンピオン 1975年4月号）
- 勇者ライディーン（原作：鈴木良武、冒険王 1975年5月号 - 1976年4月号）
- 花と十字架（原作：梶原一騎、中学三年コース 1976年4月号 - 1977年3月号）
- 大空魔竜ガイキング（冒険王 1976年5月号 - 1977年2月号）
- バトルフィーバーJ（冒険王 1979年4月号付録、5月号 - 1980年2月号）
- 伝説巨神イデオン（冒険王 1980年6月号 - 1981年3月号）
- 死神少女（レモンコミックス 1981年7月15日発行）
- 超時空要塞マクロス（てれびくん 1982年）
- ミクロマン（冒険王 1983年）
- ザ・ウルトラマン
- 火子伝説（原作：梶原一騎）
- 学習漫画世界の歴史
- 学習漫画世界の伝記
- 学習漫画日本の伝記
- すいすい株式入門―おしえて さやか（原作：西河 健治）
- わくわく法律探偵事務所 典子におまかせ!!（原作：和久峻三）
- 人には聞けないマンガ男と女の法律相談（原作：和久峻三）
- ああゼロ戦（原作：吉岡道夫）
- まんが 太田の歴史（太田市企画部広報広聴課 編 1993年）
- 少年科学探偵 消えたプラチナ（原作：小酒井不木）[28]